# Jacob Faria
Pour les articles homonymes, voir Faria.
Jacob Daniel Faria (né le 30 juillet 1993 à La Palma, Californie, États-Unis) est un lanceur droitier de la Ligue majeure de baseball.

## Carrière
Jacob Faria est choisi par les Rays de Tampa Bay au 10e tour de sélection du repêchage de 2011.
Il fait ses débuts dans le baseball majeur comme lanceur partant des Rays face aux White Sox de Chicago le 7 juin 2017 et savoure sa première victoire après avoir limité l'adversaire à un point sur trois coups sûrs en 6 manches et un tiers lancées[réf. souhaitée].